# Ойелоуо, Джессика
Дже́ссика Ойело́уо (англ. Jessica Oyelowo), в девичестве — Уо́тсон (англ. Watson; род. 1978) — английская актриса, кинопродюсер и композитор.

## Биография
Джессика Ойелоуо (девичья фамилия Уотсон) родилась в 1978 году и в настоящее время проживает в Лос-Анджелес (штат Калифорния, США). Джессика окончила «Woodbridge School». Она была членом «National Youth Music Theatre».

## Личная жизнь
С 1998 года Джессика замужем за актёром Дэвидом Ойелоуо (род. 1976). У супругов есть четверо детей, трое из которых — сыновья.

## Карьера
Джессика дебютировала в кино в 1999 году, сыграв роль Флоры в двух эпизодах телесериала «Неоконченное дело». В том же году Ойелоуо сыграла одну из своих самых известных ролей — Сару в фильме «Сонная лощина». Всего она сыграла в 20-ти фильмах и телесериалах.
В 2009 году Джессика дебютировала в качестве кинопродюсера и композитора с короткометражным фильмом «Большой парень».

## Фильмография
| Год       |     | Русское название       | Оригинальное название          | Роль               |
| --------- | --- | ---------------------- | ------------------------------ | ------------------ |
| 1999—1999 | с   |                        | Unfinished Business            | Флора              |
| 1999      | с   |                        | People Like Us                 | Эмма               |
| 1999      | ф   | Сонная лощина          | Sleepy Hollow                  | Сара               |
| 2000      | тф  | Госпожа Бовари         | Madame Bovary                  | Филисити           |
| 2000      | с   |                        | Reach for the Moon             | Клэри Джонс        |
| 2000      | тф  | Дон Кихот              | Don Quixote                    | служанка           |
| 2000      | тф  |                        | The Sight                      | Изабел             |
| 2001      | с   |                        | Lee Evans: So What Now?        |                    |
| 2002      | с   |                        | Helen West                     | Роуз Дерви         |
| 2003      | тф  | Сделка                 | The Deal                       | визажист           |
| 2004      | с   |                        | Hex                            | Рэйчел МакБейн     |
| 2004      | ф   | Черчилль идёт на войну | Churchill: The Hollywood Years | принцесса Маргарет |
| 2006      | с   |                        | Mayo                           | Алекс Джонс        |
| 2007      | с   | Закон Мёрфи            | Murphy's Law                   | Джеки Коул         |
| 2008      | тф  |                        | Inseparable                    | Камилла Хаттон     |
| 2009      | кор |                        | Big Guy                        | производитель пива |
| 2010      | ф   | Алиса в Стране чудес   | Alice in Wonderland            | женщина на суде    |
| 2011      | с   | Без координат          | Off the Map                    | Хлоэ               |
| 2011      | кор |                        | Rahab                          | Раав               |
| 2012      | с   | Детская больница       | Childrens Hospital             | мать               |
| 2015      | ф   | Пленник                | Captive                        | Мередит Маккензи   |